# Falibor
Falibor – staropolskie imię męskie, złożone z członu Fali- (Chwali – „chwalić, sławić, dziękować”) i -bor („walka”). Prawdopodobnie oznaczało „tego, który sławi walkę”. Forma Falibor powstała w wyniku uproszczenia się grupy chw w f, które zaszło na Śląsku, w Małopolsce i na Mazowszu w polszczyźnie epoki przedpiśmiennej. 
Falibor imieniny obchodzi 8 lipca.